# Saint-Jeanvrin
Saint-Jeanvrin – miejscowość i gmina we Francji, w Regionie Centralnym, w departamencie Cher.
Według danych na rok 1990 gminę zamieszkiwało 171 osób, a gęstość zaludnienia wynosiła 10 osób/km² (wśród 1842 gmin Regionu Centralnego Saint-Jeanvrin plasuje się na 967. miejscu pod względem liczby ludności, natomiast pod względem powierzchni na miejscu 788.).